# Intcha (Chéki)
Intcha est un village de la région de Şəki en Azerbaïdjan.

## Géographie
Le village d'Intcha de la région de Şəki est situé dans la circonscription administrative du village d'Intcha.

## Économie
La principale occupation de la population du village est l'agriculture, le jardinage et l'élevage.

## Population
Selon les statistiques de 2009, la population du village est de 1355 personnes.